# سواده العليا (حبيش)

تعديل مصدري - تعديل

سواده العليا محلة تابعة لقرية سوادة، التابعة لعزلة الناحية بمديرية حبيش إحدى مديريات محافظة إب في الجمهورية اليمنية، بلغ تعداد سكانها 72 حسب تعداد اليمن لعام 2004.